# ヴルーテソース

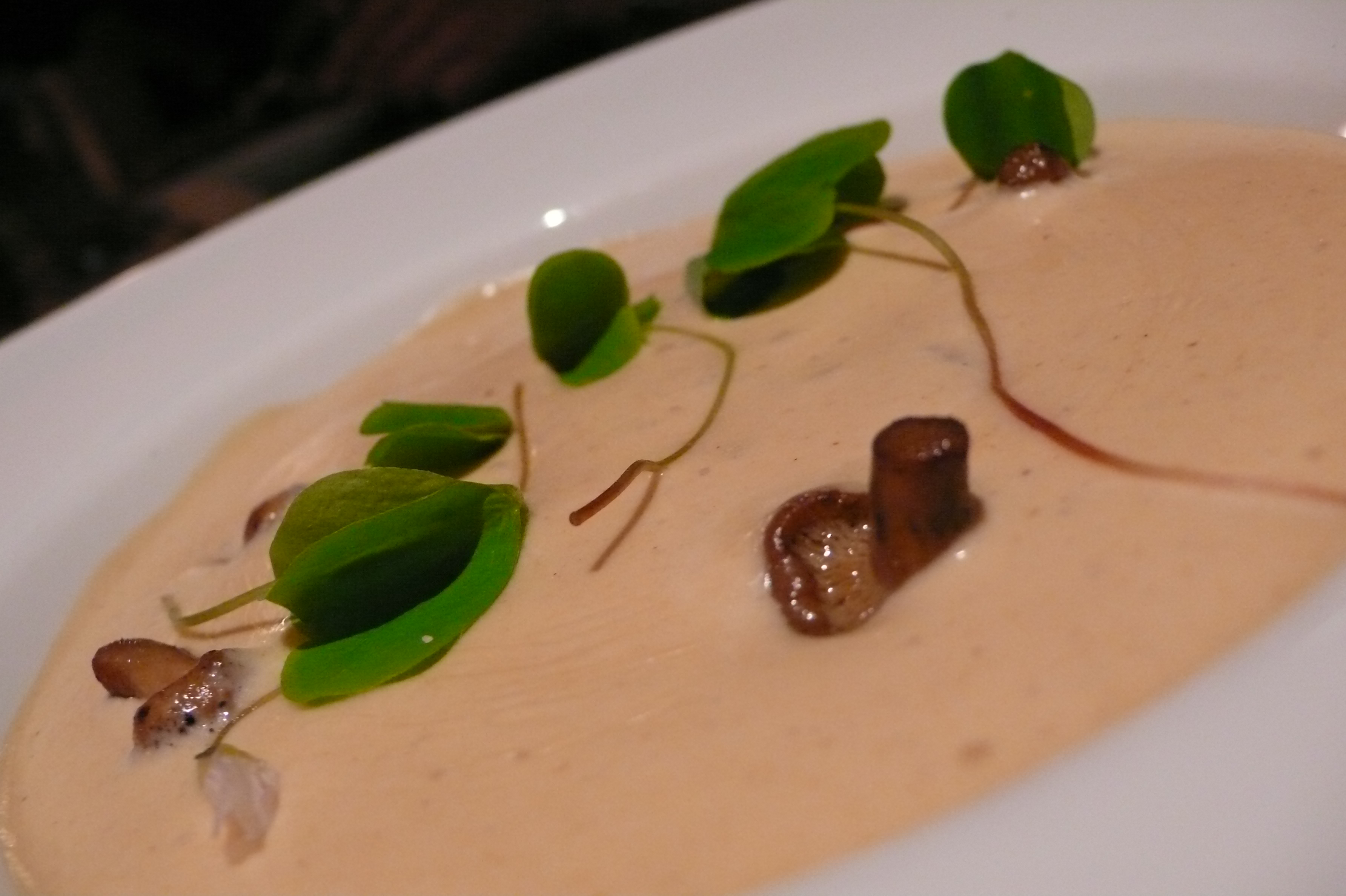

ヴルーテソース（フランス語: sauce veloutée）は、フランス料理のソースの一種。
アントナン・カレームがThe Art of French Cooking in the 19th Centuryの中でエスパニョールソース、アルマンドソース、ベシャメルソースとともにフランス料理での4つの基本ソースの一つに定めている。

## 概要
バターと小麦粉を炒めてルーを作る点ではベシャメルソースと同じではあるが、ヴルーテソースを作る際にはベシャメルソースのときよりも、もう少し炒めて軽く色をつけてブロンド色にする。
仔牛のヴルーテ、鶏のヴルーテ、魚のヴルーテの三種類があり、それぞれ仔牛の白いフォン（フォン・ド・ヴォー）、鶏の白いフォン（フォン・ド・ヴォライユ）、魚のフォン（フォン・ド・ポワソン）で上述のルーを溶きのばして作る。3種類のヴルーテソースのうち、どれを使うかは料理の主材料に応じて決められる。
ヴルーテソースはそのままで使われることはなく、卵黄、生クリーム、チーズを加えて、風味やこくを補って使う。
鶏肉料理、魚介類の料理といったさまざな料理に使われ、他のソースのベースともなる重要なソースである。